# DC 코믹스
DC 코믹스(DC Comics)는 미합중국의 만화 중심 관련 출판사이며, 워너 브라더스의 자회사인 DC 엔터테인먼트의 출판 부문으로, 현재는 워너미디어가 소유하고 있다. 1934년 내셔널 얼라이드 퍼블리케이션스(National Allied Publications)로 설립되었으며 상호의 DC는 인기 시리즈인 《디텍티브 코믹스》(Detective Comics)에서 유래하였다. 배트맨, 슈퍼맨, 원더우먼, 그린 랜턴 등의 유명 캐릭터를 보유하고 있으며, 슈퍼맨의 숙적 렉스 루터나 배트맨의 숙적 조커 등의 빌런 캐릭터도 다수 보유하고 있다. DC 유니버스라고 불리는 세계관은 저스티스 리그, 수어사이드 스쿼드, 저스티스 소사이어티 오브 아메리카, 틴 타이탄스 등의 슈퍼히어로 팀을 포함하고 있다. 한편 대안 출판 브랜드인 버티고에서 DC 유니버스와 관련되지 않은 《왓치맨》, 《브이 포 벤데타》 등의 타이틀을 출판하고 있다.
랜덤 하우스가 서점에 DC 코믹스의 만화책을, 다이아몬드 코믹 디스트리뷰터가 코믹 숍에 만화책을 공급하고 있다. 마블 코믹스와 함께 미국 만화의 양대 산맥으로서 2016년 현재를 기준으로 미국 만화 시장의 70% 이상을 점유하고 있다.

## 간행물

### 간행 중
- MAD (1952 ~ 현재)
- 버티고 (1993년 ~ 현재)

### 폐간
- 올스타 (2005 ~ 2008)

## 영화
| 연도 | 제목                                    | 배급사                                                          | 공동 제작 스튜디오                                                     |
| ---- | --------------------------------------- | --------------------------------------------------------------- | ---------------------------------------------------------------------- |
| 2005 | 배트맨 비긴즈                           | 워너 브라더스                                                   | 신카피                                                                 |
| 2006 | 수퍼맨 리턴즈                           | 워너 브라더스                                                   | Bad Hat Harry Productions, Peters Entertainment                        |
| 2008 | 다크 나이트                             | 워너 브라더스                                                   | 레전더리 픽처스, 신카피                                                |
| 2009 | 왓치맨                                  | 워너 브라더스 (North America) 파라마운트 픽쳐스 (International) | 레전더리 픽처스, Lawrence Gordon Productions                           |
| 2010 | 조나 헥스                               | 워너 브라더스                                                   | 레전더리 픽처스, Weed Road Pictures                                    |
| 2011 | 그린 랜턴: 반지의 선택                  | 워너 브라더스                                                   | De Line Pictures                                                       |
| 2012 | 다크 나이트 라이즈                      | 워너 브라더스                                                   | 레전더리 픽처스, 신카피                                                |
| 2013 | 맨 오브 스틸                            | 워너 브라더스                                                   | 레전더리 픽처스, 신카피                                                |
| 2016 | 배트맨 대 슈퍼맨: 저스티스의 시작       | 워너 브라더스                                                   | 랫팩 엔터테인먼트, Atlas Entertainment, Cruel and Unusual Films        |
| 2016 | 수어사이드 스쿼드                       | 워너 브라더스                                                   | 랫팩-듄 엔터테인먼트, Atlas Entertainment                              |
| 2017 | 레고 배트맨 무비                        | 워너 브라더스/워너 애니메이션 그룹                              | LEGO System A/S                                                        |
| 2017 | 원더 우먼                               | 워너 브라더스                                                   | 랫팩 엔터테인먼트, Atlas Entertainment, Cruel and Unusual Films        |
| 2017 | 저스티스 리그                           | 워너 브라더스                                                   | 랫팩 엔터테인먼트, Atlas Entertainment, Cruel and Unusual Films        |
| 2018 | 틴 타이탄 GO! 투 더 무비스              | 워너 브라더스/워너 애니메이션 그룹                              | 빈칸                                                                   |
| 2018 | 아쿠아맨                                | 워너 브라더스                                                   | The Safran Company                                                     |
| 2019 | 샤잠!                                   | 워너 브라더스/뉴 라인 시네마                                    | The Safran Company                                                     |
| 2019 | 조커                                    | 워너 브라더스                                                   | 빌리지 로드쇼 픽처스, Joint Effort, Sikelia Productions                |
| 2020 | 버즈 오브 프레이: 할리 퀸의 황홀한 해방 | 워너 브라더스                                                   | LuckyChap Entertainment, Kroll & Co. Entertainment, Clubhouse Pictures |
| 2020 | 원더우먼 1984                           | 워너 브라더스                                                   | Atlas Entertainment, Mad Ghost Productions                             |
| 2021 | 잭 스나이더의 저스티스 리그             | 워너 브라더스                                                   | The Stone Quarry, Atlas Entertainment                                  |
| 2021 | 더 수어사이드 스쿼드                    | 워너 브라더스                                                   | Atlas Entertainment, The Safran Company                                |
| 2022 | 더 배트맨                               | 워너 브라더스                                                   | 6th & Idaho Productions                                                |

## DC의 어원
1934년 내셔널 얼라이드 퍼블리케이션스(National Comics Publications)로 설립된 내셔널 얼라이드 뉴스페이퍼 신디케이트(National Allied Newspaper Syndicate, Inc.)로도 잘알려진 후에 DC코믹스가 되는 DC의 어원은 1937년에 설립된 디텍티브 코믹스(Detective Comics, Inc.)에서 유래되는 약자이다.

## 같이 보기
- DC 유니버스
- 마블 유니버스
- 다크 유니버스

## 참고
1. ↑  (Detective Comics, Inc.,[5] formed in 1937 with Wheeler-Nicholson and Jack S. Liebowitz listed as owners)Goulart, Ron (1986). 《Ron Goulart's Great History of Comics Books》 Paperback판. Chicago: Contemporary Books. 55쪽. ISBN 0809250454.

- 브런치 - 저스티스 리그: 한눈에보는 DC코믹스의 역사